# Maria Stella Masocco
Maria Stella Masocco (* 17. März 1948 in Bagnone, Italien) ist eine ehemalige italienische Diskuswerferin und Kugelstoßerin. Sie ist die Mutter der Volleyballspielerinnen Guendalina und Veronica Buffon sowie des italienischen Fußball-Torwarts Gianluigi Buffon.

## Werdegang
Bei den Mittelmeerspielen 1971 wurde sie im Diskuswurf Zweite hinter ihrer Landsfrau Roberta Grottini.
Maria Stella Masoccos persönliche Bestleistung von 57,54 m im Diskuswurf im Jahr 1973 war am Ende der Freiluftsaison 2020 immer noch die achtbeste aller Zeiten in Italien. Sie stellte sowohl im Kugelstoßen als auch im Diskuswurf einen nationalen Rekord auf. Heute betreibt sie mit ihrer Familie ein Hotel in Marina di Massa und ein Immobilienunternehmen.

## Nationale Titel
Masocco gewann während ihrer sportlichen Laufbahn drei nationale Meisterschaften.
Italienische Leichtathletikmeisterschaften
- Kugelstoßen: 1971, 1972[2]

Italienische Leichtathletik-Hallenmeisterschaften
- Kugelstoßen: 1972[3]